# سرگی سیرتسوف (وزنه‌بردار)
سرگی سیرتسوف (روسی: Серге́й Александрович Сырцов؛ زادهٔ ۲۵ اکتبر ۱۹۶۶) وزنه‌بردار اهل روسیه بود.